# عبدالرسول وصال
عبدالرسول وصال سیاستمدار و روزنامه‌نگار اهل ایران است. ایشان پیشتر در دوره سید محمد خاتمی در زمان تصدی روزنامه ایران توسط دادگاه مطبوعات به دلیل تبلیغ علیه نظام، نشر اکاذیب، افترا، توهین، اشاعه فحشاء و فساد متهم گردید.

## زندگی‌نامه
وصال در سال ۱۳۹۲ با حکم محمد فرهادی به عنوان مدیر مسئول روزنامه شهروند جمعیت هلال احمر منصوب شد.